# Mariotto Segni
Mariotto (Mario) Segni (ur. 16 maja 1939 w Sassari) – włoski polityk, nauczyciel akademicki, eurodeputowany i parlamentarzysta krajowy.

## Życiorys
Jego ojciec Antonio Segni był wielokrotnym ministrem, a także premierem i prezydentem powojennych Włoch.
Mariotto Segni ukończył studia prawnicze na Uniwersytecie w Sassari. Następnie przeniósł się na Uniwersytet w Padwie, gdzie pracował jako wykładowca akademicki. Został mianowany profesorem zwyczajnym.
Zaangażował się też w działalność partii swojego ojca, Chrześcijańskiej Demokracji. Był radnym regionalnym, a w latach 1976–1996 posłem do Izby Deputowanych VII, VIII, IX, X, XI i XII kadencji.
Na początku lat 90., w okresie upadku chadecji, współtworzył Sojusz Demokratyczny. Wkrótce wystąpił z tej formacji, powołując własne ugrupowanie sygnowane swoim nazwiskiem – Patto Segni. Wraz z Włoską Partią Ludową przed wyborami z 1994 organizował Pakt dla Włoch, był kandydatem tej koalicji na urząd premiera.
W lipcu 1994 objął mandat posła do Parlamentu Europejskiego, wszedł w skład grupy Europejskiej Partii Ludowej. Z zasiadania w PE zrezygnował już we wrześniu 1995. Ponownie wybrany do Europarlamentu w wyniku wyborów w 1999 w ramach koalicji swojej partii z Sojuszem Narodowym. W V kadencji był członkiem grupy Unii na rzecz Europy Narodów oraz Komisji Spraw Konstytucyjnych.
W 2003 wspólnie z byłym przewodniczącym Senatu Carlem Scognamiglio przekształcił PS w Pakt Liberalnych Demokratów. Sygnowana ich nazwiskami lista w eurowyborach w 2004 uzyskała około 0,5% głosów.